# Хана Тъниклиф
Хана Тъниклиф (на английски: Hannah Tunnicliffe) е новозеландска писателка на бестселъри в жанра любовен роман.

## Биография и творчество
Родена е на 17 юли 1979 г. в Нова Зеландия. Завършва социални науки. След дипломирането си заминава за Сидни, Австралия, после във Ванкувър, Канада, където учи творческо писане и ражда първата си дъщеря. После се мести в Англия, след това за Макао, където работи в голяма компания в сферата на човешките ресурси и професионалното развитие. Напуска работата си, премества се и решава да преследва мечтата си да бъде писателка. Едновременно работи на временни работни места и пише в свободното си време.
Първият ѝ роман „С дъх на чаени листа“ е публикуван през 2011 г. Той става бестселър в Канада и я прави известна.
Вторият ѝ роман „С вкус на сол и мед“ е вдъхновен от живота ѝ в Канада. Той разглежда темите за скръбта и бягството, любовта и надеждата, и е включва различни вкусни рецепти, включително и няколко традиционни сицилиански ястия и сладкиши.
Съавторка е на блога „Fork and Fiction“ с писателката Рия Ворос, която среща докато живее в Канада.
Хана Тъниклиф живее със семейството си в Оукланд, Нова Зеландия.

## Произведения

### Самостоятелни романи
- The Colour of Tea (2011)
С дъх на чаени листа, изд.: ИК „Ентусиаст“, София (2013), прев. Цветана Генчева
- Season of Salt and Honey (2015)
С вкус на сол и мед, изд.: ИК „Ентусиаст“, София (2015), прев. Цветана Генчева
- A French Wedding (2017)
Една френска сватба, изд.: ИК „Сиела“, София (2020), прев. Лидия Цекова